# Fackh Károly
Fackh Károly (Buda, 1834. október 23. – Budapest, 1898. november 7.) politikus, országgyűlési képviselő, miniszteri tanácsos, a Magyar Nyugati Vasút vezérigazgatója, majd elnöke, Rákosliget megalapításának kezdeményezője és vezetője.

## Életrajza
Katonacsaládba született. Apja Fackh József huszárezredes, később az 1848–49-es forradalom és szabadságharcban Verbásznál hősi halált halt honvéd tábornok, anyja pedig Poeltenberg Amália, Poeltenberg Ernő honvéd tábornok és aradi vértanu nővére volt.
Tanulmányait Budán kezdte, majd a bécsújhelyi Theresianum Katonai Akadémián fejezte be; innét 1853-ban hadnagyi ranggal a hadseregbe került. Előbb a bécsi geográfiai intézetben, majd a hadsegédi karnál dolgozott, miközben főhadnaggyá lépett elő. Az 1859-es Szárd–francia–osztrák háborúban az észak-itáliai osztrák haderő főparancsnoka, Gyulai Ferenc mellett teljesített szolgálatot, mint szárnysegéd. Hősiességéért katonai érdemkeresztet kapott, illetve kapitányi rangra emelkedett.
1860-ban Franciaországban megnősült, majd leszerelt és francia származású feleségével szegvári birtokukon gazdálkodtak, mígnem a Déli Vasútnál kezdett el dolgozni. Az ebben az évben Magyarországra látogató Jérôme Bonaparte-ot (Napóleon legfiatalabb öccsét) ő kalauzolta útja során. 1867-ben a vasúti és hajózási felügyelethez került. A Magyar Nyugati Vasút létrehozásakor, 1869-ben kinevezték a társaság vezérigazgatójává, aminek 1889. január 1-jei államosításáig vezetője maradt. Innét a Kereskedelemügyi Minisztériumhoz került, ahol Baross Gábor miniszter tanácsosa lett.

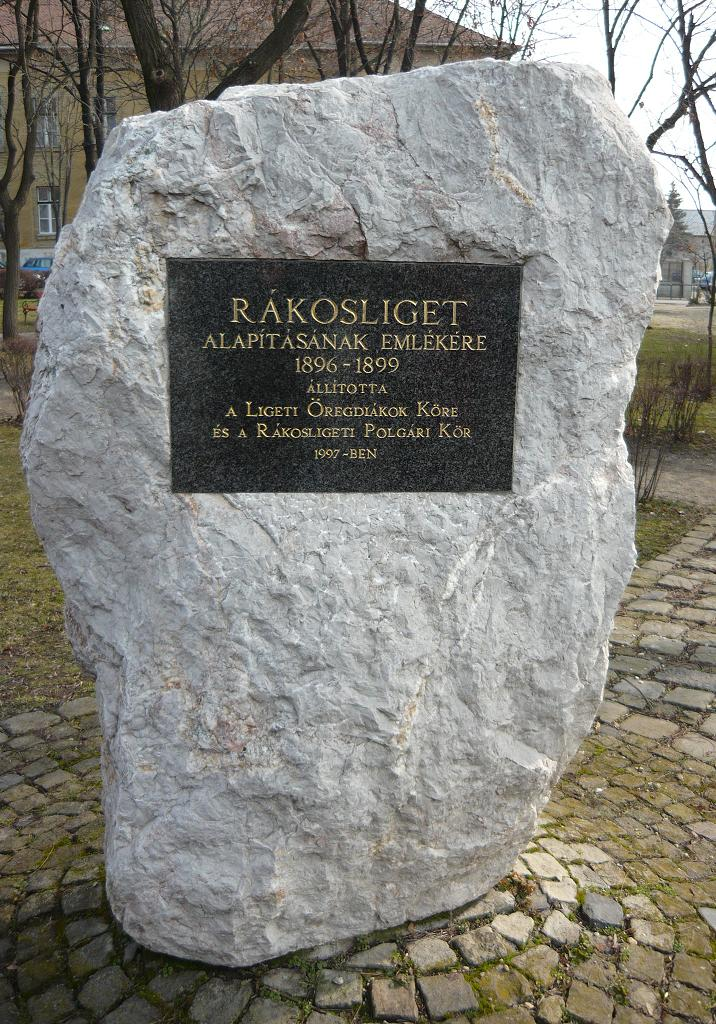
Rákosliget alapításának emlékköve

Először az 1881-es választásokon indult a kiscelli kerületben, de alulmaradt. A rákövetkező, 1884-es választásokon azonban a második körben Helfy Ignác ellenében már győzni tudott és a szentgotthárdi kerület országgyűlési képviselője lett a Szabadelvű Párt színeiben. Az 1887-es választásokon az alsólendvai kerület választotta meg képviselőjévé. 1892-ben már nem mérettette meg magát ismét.
Alapító elnöke volt a Munkás Otthon Házépítő Szövetkezetnek 1896. december 12-én, ami a Budapest lakásgondjait enyhíteni szándékozó minisztériumi tervezetet (pályázatot) igyekezett kihasználni. Az állam három, egyenként 1000 lakásos munkástelepet kívánt építtetni Budapesten, vagy közvetlen környékén. Fackhék a szükséges anyagi fedezet előteremtését követően 1898-ban az akkor még önálló település, Rákoskeresztúr mellett vásároltak meg 155 katasztrális hold kiterjedésű területet, ahol aztán szinte azonnal építkezésbe fogtak, megalapítva ezzel Rákosligetet (ma Budapest XVII. kerülete egyik városrésze), de magát a község születését időközben bekövetkezett halála miatt már nem láthatta meg.
1898. november 7-én Bajza utca 4. szám alatti lakásában érte a halál, 64 évesen szívszélhűdésben hunyt el. A budai katonai temetőben helyezték örök nyugalomra.

## Kitüntetései
Gyanafalva díszpolgára, a III. osztályú Vaskorona-rend birtokosa (ennek révén lovag), valamint a Francia Becsületrend, a porosz Korona-rend és a szerb Takova-rend kitüntetettje.

## Emlékezete
Az 1907-től 1950-ig önálló település, Rákosliget az alapítója iránti tisztelete jeléül főterét Fackh Károlyról nevezte el. A későbbi (főleg ideológiai indíttatású) át- és visszanevezgetések folytán ma a néhány utcával feljebb álló tér viseli a nevét, míg az „eredeti” Fackh Károly-tér ma a Hősök tere nevet viseli.